# Scaler video
Un scaler (ou scaleur) vidéo est un dispositif (le plus souvent numérique) de conversion des signaux vidéo pour les faire correspondre au format natif du dispositif de visionnage (téléviseur ou écran d'ordinateur).
Lorsque la conversion se fait depuis une définition inférieure vers une définition supérieure, on parle d'upscaling ou conversion ascendante. Lorsque la conversion se fait depuis une définition supérieure vers une définition inférieure, on parle de downscaling ou conversion descendante.
Le scaler vidéo réalise une mise à l'échelle ou un redimensionnement d'image, ou plus simplement une conversion de standard vidéo.

## À l'origine du dispositif
À l'origine, ce dispositif était présent uniquement dans le domaine professionnel, à l'époque où il était nécessaire de convertir les signaux vidéo en 525 lignes 60 Hz vers le 625 lignes 50 Hz, et inversement, dans les studios de télévision (images en provenance ou à destination des USA par exemple), ou lorsqu'il existait plusieurs standards pour le même programme (819/625 lignes pour TF1 en France).
Ensuite le principe s'est généralisé avec l'informatique compte tenu des différentes résolutions (ou définitions) disponibles devant être converties "à la volée" pour permettre leur modification, leur enregistrement ou leur affichage.

## Applications grand public
L'adoption massive des écrans plats à haute définition conduit à la généralisation du scaler, qui est chargé de traiter l'image avant l'affichage pour la faire correspondre à la résolution de la dalle de l'écran. Prenons l'exemple d'une image en définition standard (SD) 625 lignes x 720 points en 50Hz entrelacé devant être affichée sur une dalle en 1920 lignes  x 1080 points 50HZ progressif : le signal va d'abord être numérisé (s'il ne l'est pas déjà), après mise en mémoire et désentrelacement de celui-ci, le nombre de lignes et le nombre de points par ligne vont être augmentés par interpolation en tenant compte des pixels voisins (mise à l'échelle) et le balayage sera recadencé pour que l'image soit affichée en mode de balayage progressif.
Par ailleurs divers traitement d'amélioration de l'image vont être réalisés à la suite : suraccentuation des détails (réglage de définition), compensation de mouvements (pour améliorer la fluidité), réduction du bruit (lissage de certains détails perturbateurs) qui ne font pas partie de la mise à l'échelle à proprement parler mais sont souvent réalisés par le même processeur qui tirera parti de la numérisation préalable du signal vidéo.

## Limitations
La chaîne de traitement doit être irréprochable pour que l'image conserve ses caractéristiques originales. En effet si la mise à l'échelle est mal réalisée, divers artefacts risquent d'apparaître comme par exemple un effet d'escalier sur les lignes obliques dû à un échantillonnage trop peu important, ou bien un flou permanent (souvent destiné à masquer ce premier défaut). De plus des effets de saccades sont parfois observés en raison d'une mauvaise compensation de mouvements. C'est pourquoi, selon la qualité des divers éléments de la chaîne, il sera préférable de faire réaliser la mise à l'échelle par le lecteur ou le récepteur de la source (lecteur DVD, adaptateur satellite,...), par l'afficheur lui-même (écran plat, projecteur vidéo), ou bien par un scaler indépendant.
Ces divers traitement ne sont pas réalisés de manière instantanée, ce qui aboutit à un retard de l'image par rapport au son. La voie audio devra donc être retardée en conséquence pour correspondre à la voie vidéo. ce dispositif de rattrapage audio se nomme "lipsync" ou Synchronisation labiale.